# Michał Grott
Michał Grott (ur. 17 września 1980 w Otwocku) – polski muzyk sesyjny, basista, kompozytor.
Ukończył studia na Wydziale Jazzu Akademii Muzycznej w Katowicach. Wcześniej gry na gitarze basowej uczył się u Wojtka Pilichowskiego, a zaczynał grą na kontrabasie w Szkole Muzycznej na Bednarskiej.
Współpracował z takimi muzykami jak:
Nathan East, Billy Sheehan (Mr.Big), Tommy Aldridge (Ozzy Osbourne/Whitesnake), Derrick Mckenzie (Jamiroguai).
Obecnie współpracuje z: Edytą Bartosiewicz, Margaret (kierownik muzyczny), Blue Cafe, Natalią Kukulską, Robertem Janowskim, In-Grid, Velvet.
Współpracował m.in. z: Pauliną Przybysz, (Pinnawela) September, Robertem Chojnackim, Markiem Kościkiewiczem, Edytą Górniak, Tomkiem Szymusiem (Taniec z Gwiazdami), Jackiem Piskorzem (Jak oni śpiewają), Adamem Sztabą, Zygmuntem Kuklą, JON-em LORD-em (w 2010 roku podczas koncertu z orkiestrą w sali Kongresowej), STEVE-m VAI-em (w 2014 roku podczas koncertu z orkiestrą w filharmonii Szczecińskiej).

## Dyskografia
- Margaret&Matt Dusk - Just the two of us
- Margaret - Add the blonde
- Iza Kowalewska - Nocna zmiana
- Agata Sadowska - Słowa
- Czarodzieje uśmiechu
- Marek Kościkiewicz - 25
- Kami - Whenever you go
- Future Folk - Zbacowanie
- Michał Szyc - Noc i dzień
- Adam Krylik - Kto za mną stoi
- Tołhaje - Czereda
- Blue Cafe - Freshair
- Klenczon Legenda
- Mash Mish (2012, Universal Music Polska )
- Kukulska&Dąbrówka - Comix
- Kukulska&Dąbrówka - Ósmy Plan
- Virgin - Ficca
- Kasia Rodowicz (2007)
- The Catalog - Parę Chwil (2005, Polskie Radio)[1]
- Robert Chojnacki – Saxophonic (2006, Ferment)[2]
- Pudzian Band - Po Prostu Sobą Bądź (2007, Hit 'N' Hot Music, singel)[3]
- Pinnawela – Soulahili (2008, Penguin Records)[4]
- Michał Grott - Grottmusic (2009, Fonografika)[5]
- The Boogie Town – 1 (2010, Mystic Production)[6]
- Grzegorz Markowski, Ryszard Sygitowicz – Markowski Sygitowicz (2010, Pomaton EMI)[7]
- The Boogie Town - Grawitacja (2011, Mystic Production)[8]
- Edyta Bartosiewicz – Renovatio (2013, Parlophone Music Poland)[9]
- Edyta Bartosiewicz – Ten moment (2020, Eba Records)[10]
- Natalia Kukulska – MTV Unplugged (2022, Agora Muzyka)[11]